# Montañas Great Smoky
Las Montañas Great Smoky (literalmente, «Grandes Montañas Humeantes») constituyen una cadena montañosa situada en la frontera entre Tennessee y Carolina del Norte, en el sureste de Estados Unidos. Son parte del sistema montañoso de los Montes Apalaches. Las Montañas Humeantes son conocidas especialmente por el parque nacional del mismo nombre, fundado en 1934, cuyo territorio incluye gran parte de la cadena. El parque es uno de los parques nacionales más visitados de Estados Unidos y está calificado como Patrimonio de la Humanidad por la Unesco.

## Montañas

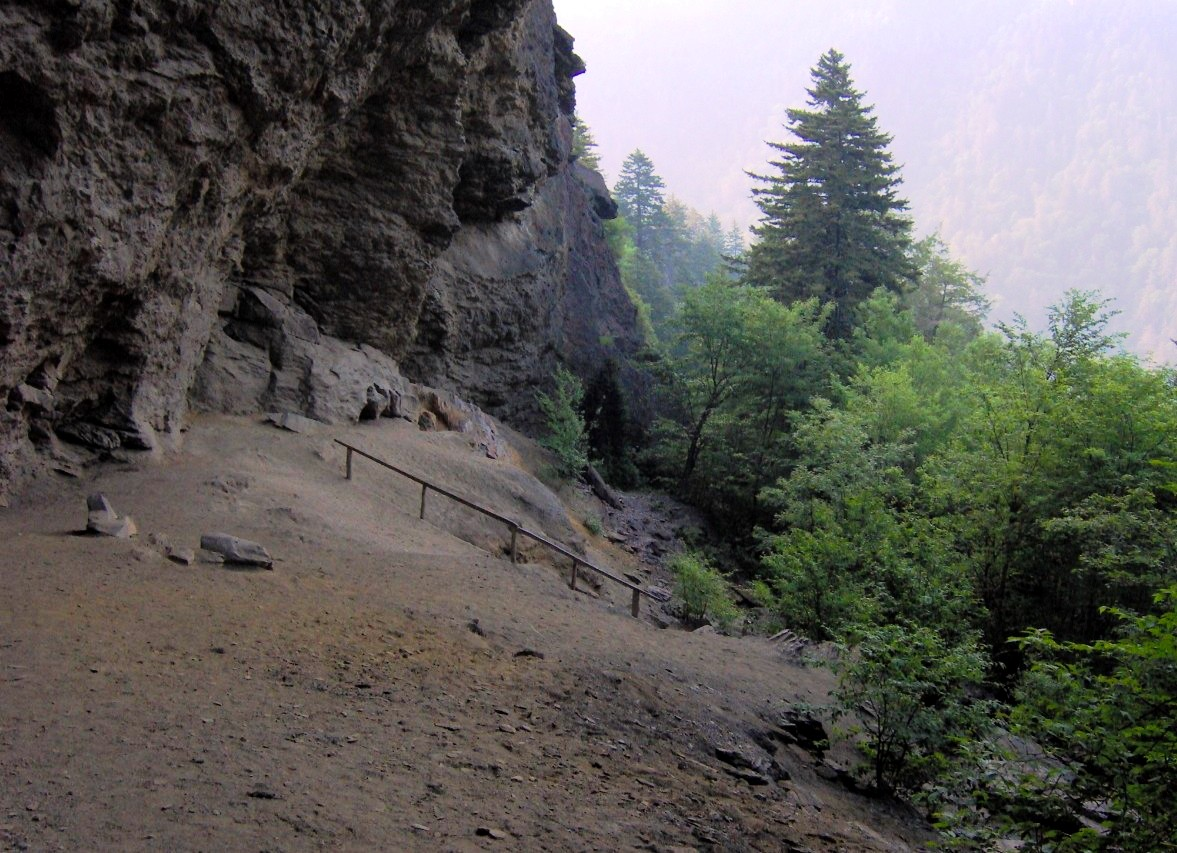
Sendero en la "Gruta del alumno"

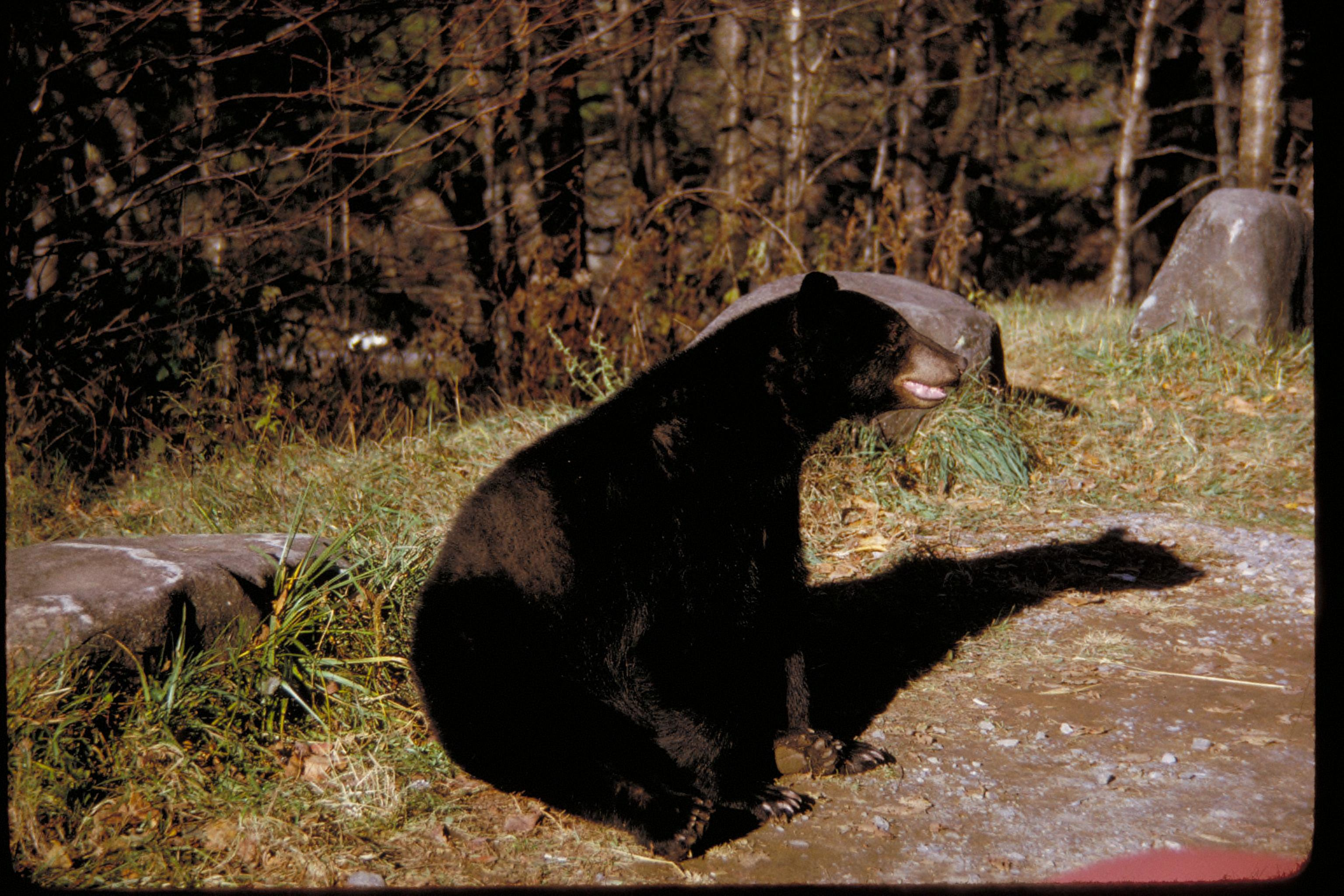
Oso negro en la cordillera.

El pico más alto es el Clingmans Dome, con una altura de 2,025 metros, el más alto en  Tennessee y el tercero más alto en la cadena de los Apalaches.
| Montaña        | Altura  | Prominencia | Ubicación      | Origen del nombre                              |
| -------------- | ------- | ----------- | -------------- | ---------------------------------------------- |
| Clingmans Dome | 2,025 m | 1,373 m     | parte central  | Thomas Lanier Clingman (1812–1897), topógrafo  |
| Mount Guyot    | 2,018m  | 482 m       | parte oriental | Arnold Guyot (1807–1884), topógrafo            |
| Mount Le Conte | 2,010 m | 415 m       | parte central  | Joseph Le Conte o John Le Conte, científico    |
| Mount Chapman  | 1,956 m | 176 m       | parte oriental | David Chapman (1876–1944), promotor del parque |
| Old Black      | 1,942 m | 52 m        | parte oriental | abeto en la parte superior                     |
| Luftee Knob    | 1,900 m | 96 m        | parte oriental | río Oconaluftee                                |
| Mount Kephart  | 1,895 m | 200 m       | parte central  | Horace Kephart (1862–1931), autor              |
| Mount Collins  | 1,886 m | 142 m       | parte central  | Robert Collins, montañista                     |
|                |         |             |                |                                                |